# Mickey Blue Eyes
Mickey Blue Eyes is een Amerikaanse komedie uit 1999 geregisseerd door Kelly Makin. De film kostte 75 miljoen dollar om te maken en leverde wereldwijd 54 miljoen dollar op.

## Verhaal
De typisch Britse Michael Felgate is veilingmeester in in New York. Hij is verliefd op Gina Vitale en wil met haar trouwen. Wat hij niet weet is dat zij de dochter is van maffiabaas Frank Vitale. Tijdens een romantisch etentje vraagt hij haar ten huwelijk, maar zij weigert en vertelt hem waarom: ze is bang dat Michael in de maffiawereld terechtkomt. Hij bezweert haar dat dat niet zal gebeuren en dan accepteert ze zijn aanzoek. Waar ze bang voor was, gebeurt toch: Oom Vito, 'vriend' van de familie, wil geld witwassen door schilderijen te verkopen via het veilinghuis van Michael, wat ook gebeurt. Michael raakt tegen zijn wil en zin meer en meer betrokken bij maffiapraktijken, en liegt daarvoor ook tegen zijn aanstaande.
Wanneer Gina per ongeluk de zoon van Vito doodt, neemt Michael de schuld op zich. Voor de maffiawereld raakt hij bekend als 'Mickey Blue Eyes', een echte maffioso. Gina en Michael trouwen, maar tijdens het huwelijksfeest worden zowel Michael als Gina neergeschoten. Beiden blijken niet echt te zijn neergeschoten. Met de hulp van de FBI worden oom Vito en zijn handlangers gearresteerd.

## Rolverdeling
| Acteur               | Personage                         |
| -------------------- | --------------------------------- |
| Hugh Grant           | Michael 'Micky Blue Eyes' Felgate |
| Jeanne Tripplehorn   | Gina Vitale                       |
| James Caan           | Frank Vitale, vader van Gina      |
| Burt Young           | Vito Graziosi                     |
| James Fox            | Philip Cromwell                   |
| Joe Viterelli        | Vinnie D'Agostino                 |
| Gerry Becker         | FBI-agent Bob Connell             |
| Maddie Corman        | Carol                             |
| Tony Darrow          | Angelo                            |
| Paul Lazar           | Ritchie Vitale                    |
| Vincent Pastore      | Al                                |
| Frank Pellegrino     | Sante                             |
| Scott Thompson       | FBI-agent Lewis                   |
| John Ventimiglia     | Johnny Graziosi                   |
| Margaret Devine      | Helen                             |
| Beatrice Winde       | Mrs. Horton                       |
| Mark Margolis        | Gene Morgansen                    |
| Sybil Lines          | Caroline Cromwell                 |
| Joseph R. Gannascoli | Jimmy                             |
| Rocco Musacchia      | Carmine                           |
| John Di Benedetto    | Harold Green                      |